# Gagea altaica
Gagea altaica là một loài thực vật có hoa trong họ Liliaceae. Loài này được Schischk. & Sumnev. miêu tả khoa học đầu tiên năm 1928.